# Can Cosme
Can Cosme és una masia de Tiana (Maresme) protegida com a bé cultural d'interès local.

## Descripció
És un edifici civil; es tracta d'una masia amb planta baixa, pis, i un cos central més elevat que els cossos laterals, cobert per una teulada amb dos vessants, que presenta tres finestres d'arc de mig punt. Destaca el portal rodó adovellat, les obertures realitzades amb pedra, i els angles de l'edifici amb carreus.
Són remarcables les reformes posteriors, com és el cas de la balconada central, avui sostinguda per dues columnetes de ciment, que formen un petit porxo inferior. Queda encara part de la decoració pintada que tenia la façana i un rellotge de sol.

## Història
Lluís Bonet Garí situa la masia al segle xvi, encara que possiblement és anterior. L'any 1979 l'arquitecte Josep Maria Massot realitzà reformes a l'interior.